# Nederland-e
Nederland-e was een van de themakanalen van de Nederlandse Publieke Omroep die viel onder de portal Nederland 4 en werd verzorgd door Teleac/NOT en de RVU (ook wel Educom genoemd). 
Sinds 31 december 2008 is Nederland-e gestopt met uitzendingen. De NPO bepaalde dat de 17 themakanalen van Nederland 4 terug moesten naar 12 themakanalen.